# РД-33
РД-33 — турбореактивный двухконтурный двухвальный двигатель с форсажной камерой (ТРДДФ), разработанный в 1968—1985 году на опытном заводе № 117 под руководством С. П. Изотова и В. В. Старовойтенкова. Выпущено около 5000 двигателей РД-33. Самый массовый двухконтурный двигатель в своём классе тяги.

## История
Проектирование РД-33 началось в 1968 году. Стендовые испытания проходили в 1972 году. Массовые поставки начались в 1981 году. Государственные испытания двигателя завершились в 1984 г, а принятие на вооружение состоялось в 1985 году.
РД-33МК (ГСИ 2012 года) — модификация двигателя РД-33, имеет повышенные характеристики: назначенный ресурс увеличен до 4000 часов, тяга увеличена на 7 % за счёт повышения температуры газов перед турбиной, оснащён системой FADEC, которая разрабатывалась с 2001 года.

## Конструкция
Двигатель двухконтурный с 4 ступенями КНД, 9 ступенями КВД, короткой кольцевой камерой сгорания с 24 форсунками, одноступенчатой ТВД и ТНД (монокристаллические), форсажной камерой. Система управления электро-гидромеханическая. Температура газов перед турбиной составляет 1680 К. Двигатель может работать при любом пространственном положении самолёта.

## Носители
Двигатель предназначается для лёгкого фронтового истребителя МиГ-29 и других самолётов данного класса. РД-33 и его модификации устанавливаются на истребители МиГ-29 (РД-33 серии 2), МиГ-29К (РД-33К), МиГ-35 (РД-33МК), Super Mirage F-1, Super Cheetah D-2 (оба — РД-33Н (СМР-95)), FC-1 (РД-93). Также модификация двигателя РД-33И устанавливалась на опытный штурмовик Ил-102.

## Модификации

### РД-33И (И-88)
Модификация двигателя без форсажной камеры для опытного штурмовика Ил-102.

### РД-33К
Модификация для МиГ-29К палубного базирования и модернизированного МиГ-29М.

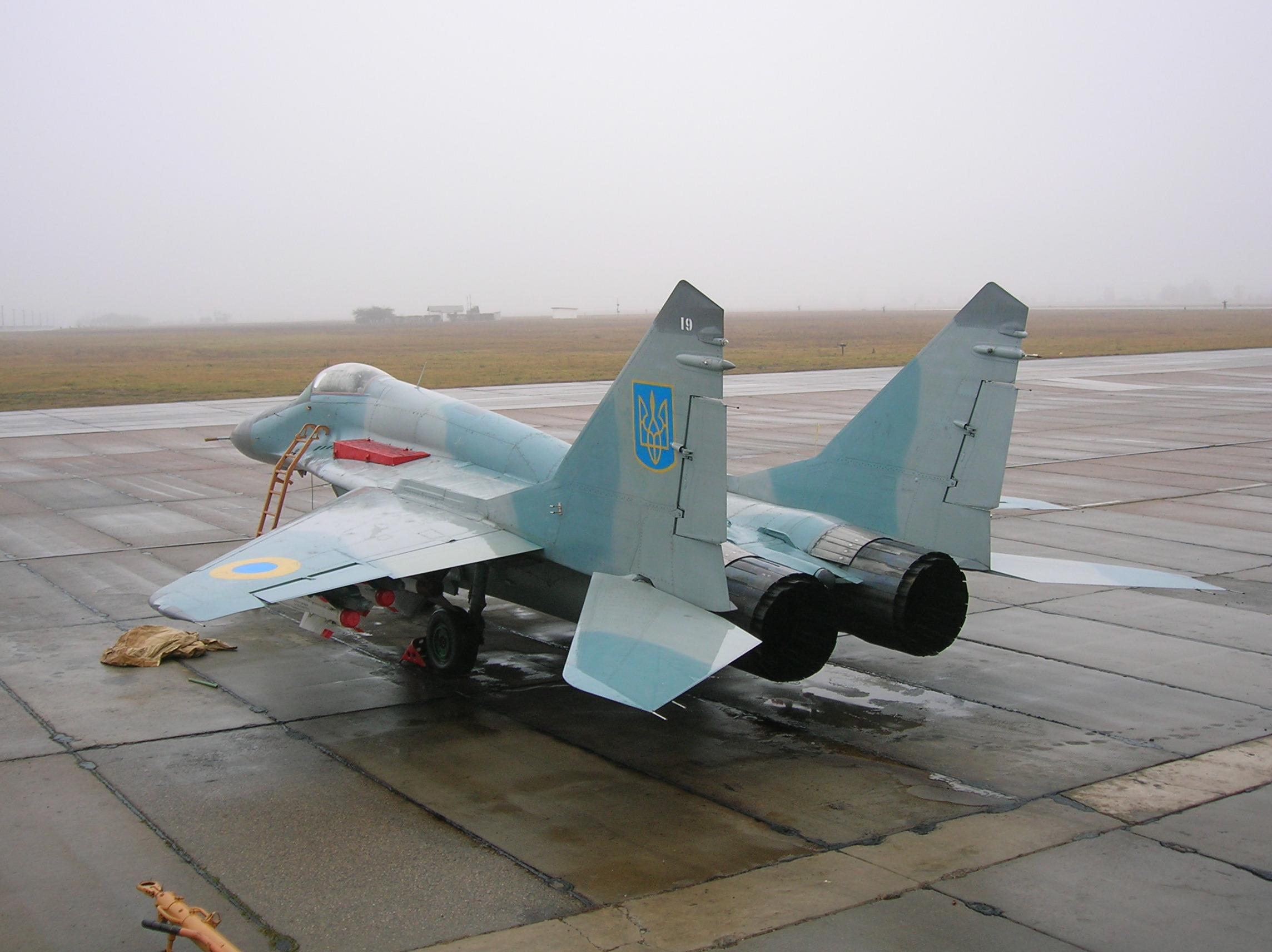
Двигатели РД-33 установлены на МиГ-29

| Технические характеристики двигателя РД-33К | Технические характеристики двигателя РД-33К |
| ------------------------------------------- | ------------------------------------------- |
| Тяга на чрезвычайном взлётном режиме:       | 9 400 кгс                                   |
| Тяга на форсаже:                            | 8 800 кгс                                   |
| Тяга максимальная бесфорсажная:             | 5 400 кгс                                   |

### РД-33 серии 2
Модификация с увеличенным до 1400 часов назначенным ресурсом.

### РД-33 серии 3
Модификация с увеличенным до 2000 часов назначенным ресурсом. Выпускается серийно с 1999 года.

### РД-33 серии 3М
Модификация для палубного истребителя МиГ-29К. Введён чрезвычайный взлётный режим тягой 8700 кгс, также произведены конструкционные изменения.

### РД-33Б/НБ
Двигатели без форсажной камеры для летательных аппаратов различного назначения.

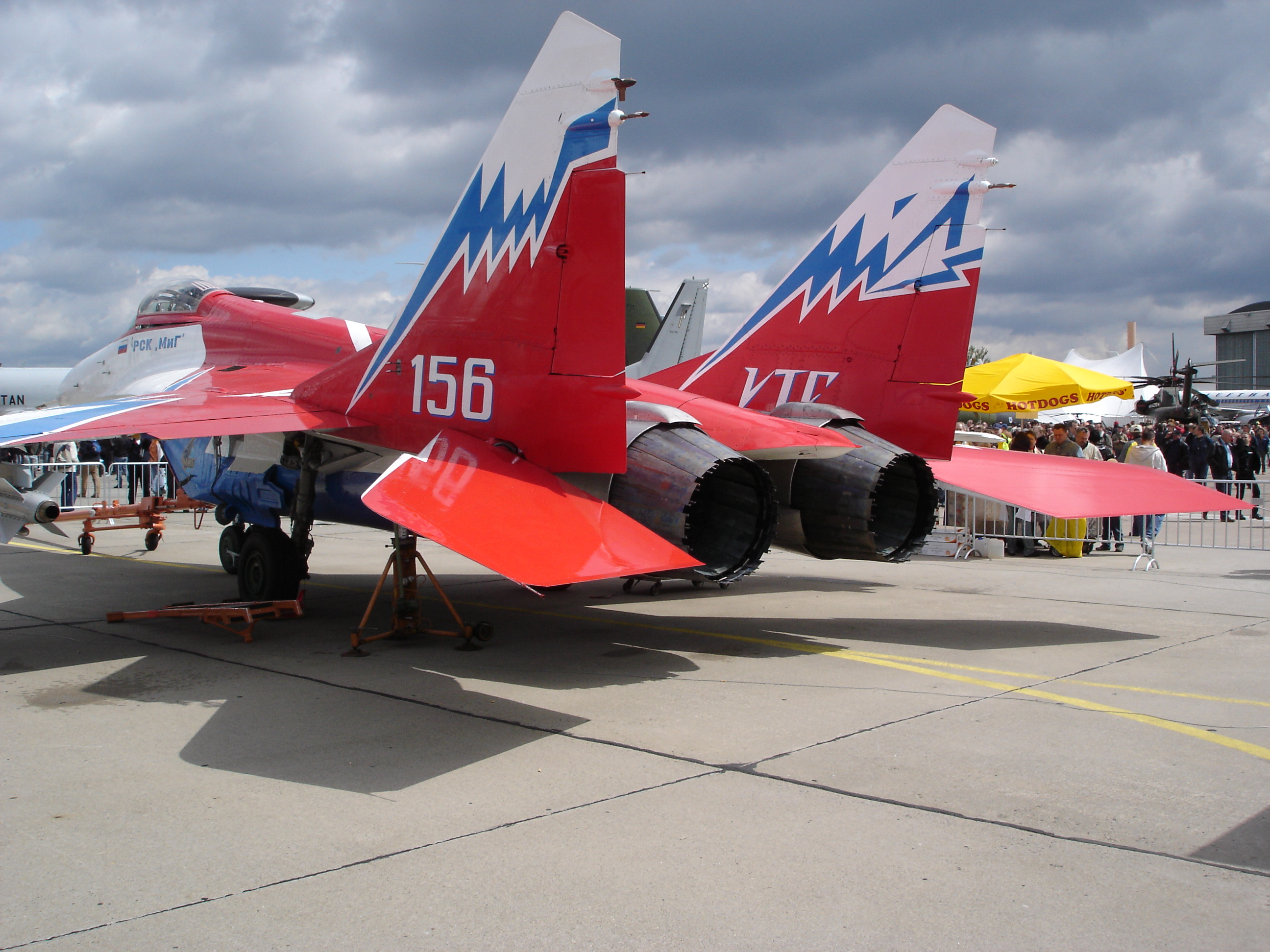
Двигатель с отклоняемым вектором тяги на МиГ-29ОВТ

### РД-33Н (СМР-95)
Модификация с нижним расположением коробки двигательных агрегатов для модернизации истребителей Super Mirage F-1 и Cheetah D ВВС ЮАР. Первый российский проект создания турбореактивного двигателя для иностранного истребителя. Благодаря замене штатных двигателей на двигатели СМР-95 эффективность боевого применения самолётов выросли в 1,2 — 3 раза.

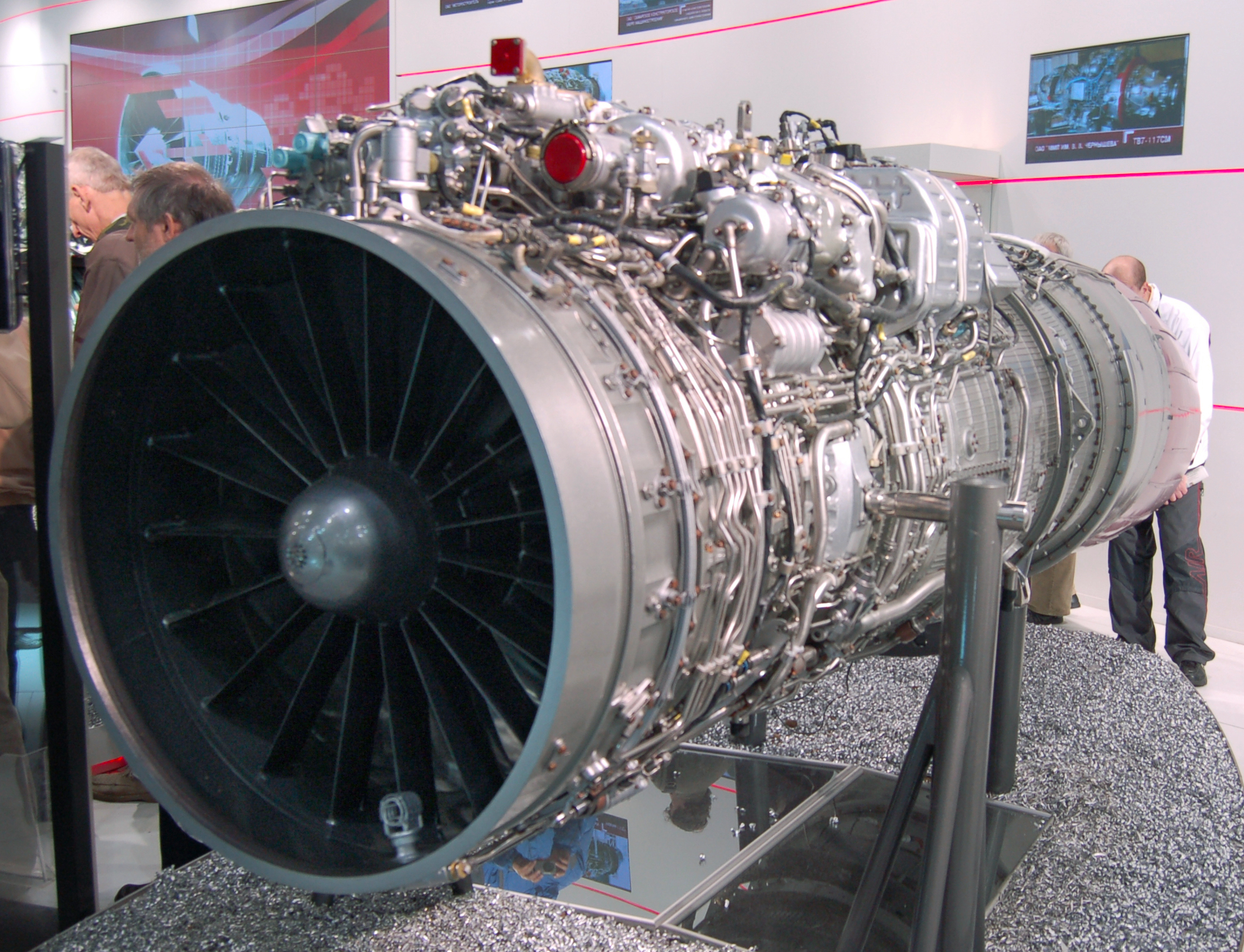
Двигатель РД-33МК для МиГ-29КУБ и МиГ-35 на МАКС-2009

### РД-93
Модификация с нижним расположением коробки двигательных агрегатов для китайского лёгкого истребителя FC-1. Технические характеристики соответствуют РД-33. FC-1 разработан китайской компанией CAC (Chengdu Aircraft Corporation) при финансовой поддержке Пакистана в конце 1990-х — начале 2000-х годов на базе производимого в КНР потомка советского МиГ-21. JF-17 оснащён двигателем РД-93 производства российского ОАО «Климов».

### РД-33МК
РД-33МК «Морская Оса» — модернизированная версия двигателя РД-33. Форсажная тяга увеличена до 9000 кгс. Устанавливается на новейшие истребители МиГ-29К, МиГ-29КУБ, МиГ-35, коробка агрегатов расположена сверху.
Характеристики:
- Длина 4229 мм
- Диаметр 1040 мм
- Масса 1055 кг
- Форсажная тяга 9000 кгс
- Максимальная (бесфорсажная) тяга 5400 кгс
- Ресурс 4000/1000 часов
- Расход воздуха 82 кг/с
- Степень сжатия 24

### Модификация РД-33 с отклоняемым вектором тяги
Модификация для опытного истребителя МиГ-29М/ОВТ. Технология, по которой спроектировано сопло с отклоняемым вектором тяги, универсальна. Это позволяет устанавливать отклоняемое сопло на турбореактивные двигатели различных конструкций как российского, так и иностранного производства.
Конструкция сопла, выполненная по осесимметричной схеме с поворотом сверхзвуковой части, обеспечивает возможность всеракурсного изменения вектора тяги, наибольшую угловую скорость его отклонения и наименьшее увеличение массы двигателя. Вектор тяги отклоняется изменением положения створок многорежимного сопла на заданный угол.
Максимальное отклонение сопла от продольной оси составляет 15 градусов со скоростью поворота 60 град./с, что даёт значительное увеличение манёвренности и улучшает характеристики полёта на закритических углах.